# 蓐國
蓐國，先秦古代汾水流域的一个诸侯国。
传说金天氏有后代叫做昧，做水官，生了允格、台骀。台骀善治水，世代为官，疏通汾水、洮水，堵住大泽，带领人们就住在广阔的高平之地。颛顼因此嘉奖他，把他封在汾川（今山西汾水流域），沈国、姒國、蓐国、黄国四国世代守着他的祭祀。台骀后来是是汾水之神。春秋时期，晋国主宰了汾水一带，而灭掉了蓐国等四个国家。